# The Kissing Booth 3
Série
The Kissing Booth 2
(2020)
Pour plus de détails, voir Fiche technique et Distribution.
The Kissing Booth 3 est une comédie romantique américaine réalisée par Vince Marcello et sortie en 2021.
Il s'agit de la suite de The Kissing Booth sorti en 2018 et de The Kissing Booth 2 sorti en 2020. Contrairement aux deux films précédents, le scénario, écrit par Vince Marcello et Jay Arnold, n'est pas l'adaptation du troisième roman de la série littéraire du même nom de la romancière britannique Beth Reekles (en), car celui-ci n'est publié qu'au moment de la sortie du film.

## Synopsis
Après avoir fait un road trip après l'obtention de son diplôme, Elle n'a toujours pas décidé si elle allait aller à Berkeley ou à Harvard, bien que Noah ait déjà prévu de trouver un appartement hors du campus pour eux deux. Lorsque les parents de Noah et Lee annoncent qu'ils vendent la maison de la plage où ils ont tous passé leur enfance, Elle, Noah, Lee et Rachel, la petite amie de Lee, proposent d'y passer l'été pour aider à la vente.

## Fiche technique
Sauf indication contraire, les informations mentionnées dans cette section peuvent être confirmées par la base de données cinématographiques IMDb,  présente dans la section « Liens externes ».
- Titre original : The Kissing Booth 3
- Réalisation : Vince Marcello
- Scénario : Vince Marcello et Jay Arnold, d'après la série de romans de Beth Reekles (en), The Kissing Booth
- Musique : Patrick Kirst
- Photographie : Anastas N. Michos
- Montage : Paul Millspaugh
- Direction artistique : J.D. van Brakel
- Décors : Iñigo Navarro
- Production : Andrew Cole-Bulgin, Ed Glauser, Vince Marcello et Michele Weisler
- Sociétés de production : Komixx Entertainment, Clearblack Films et Picture Loom
- Société de distribution : Netflix
- Pays de production :  États-Unis,  Royaume-Uni
- Langue originale : anglais
- Genre : comédie romantique, teen movie
- Format : couleurs - 2,20:1  - Dolby Digital
- Date de sortie :
  - Monde : 11 août 2021 (sur Netflix)

## Distribution
- Joey King (VF : Camille Timmerman) : Rochelle « Ella » Evans (Shelly « Elle » Evans en VO)
- Joel Courtney (VF : Maxime Baudouin) : Lee Flynn
- Jacob Elordi (VF : Stanislas Forlani) : Noah Flynn
- Maisie Richardson-Sellers (VF : Émilie Rault) : Chloe Winthrop
- Taylor Zakhar Perez (VF : Jim Redler) : Marco Peña
- Molly Ringwald (VF : Pascale Chemin) : Mme Flynn
- Meganne Young (VF : Nayéli Forest) : Rachel
- Stephen Jennings (VF : Emmanuel Gradi) : Mike Evans
- Morné Visser (VF : Jean-Christophe Brétignière) : M. Flynn
- Carson White (VF : Estelle Darazi) : Brad Evans
- Bianca Amato (VF : Marie Gamory) : Linda
- Bianca Bosch (VF : Leslie Lipkins) : Olivia
- Camilla Wolfson (VF : Zina Khakhoulia) : Mia
- Zandile Madliwa (VF : Charlyne Pestel) : Gwyneth
- Judd Krok (VF : Victor Niverd) : Ollie
- Sanda Shandu : Randy
- Hilton Pelser : Barry
- Frances Sholto-Douglas (VF : Isabelle Volpe) : Vivian
- Evan Hengst (VF : Bastien Bourlé) : Miles
- Joshua Eady (VF : Bruno Méyère) : Tuppen
- Byron Langley : Warren
- Chloe Williams : Joni Evans
- Cameron Scott (VF : Aurélien Raynal) : Ashton

 Source et légende : version française (VF) sur RS Doublage

## Production

### Développement et tournage
En juillet 2020, il est annoncé que le troisième film a été tourné en 2019 en même temps que le deuxième film, avec Joey King, Joel Courtney, Jacob Elordi, Maisie Richardson-Sellers, Taylor Perez, Molly Ringwald et Meganne Young reprenant tous leurs rôles.
Quelques scènes sont tournées à Los Angeles mais la quasi-totalité du tournage se déroule au Cap, en Afrique du Sud, entre avril et août 2019.
The Kissing Booth 2 et The Kissing Booth 3 ayant été tournés au même moment, le tournage a duré quatre mois pour l'ensemble des deux films. Les acteurs sont arrivés deux semaines avant le début du tournage en Afrique du Sud.
Le troisième film est aussi réalisé par Marcello, à partir d'un scénario qu'il a écrit aux côtés de Jay Arnold,. Il s'agit d'un scénario original car le troisième tome de la série de romans de Beth Reekles (en) n'est alors pas encore terminé et n'est publié que le jour même de la sortie du film, les deux histoires étant donc différentes.